# دولار ساكاجاويا

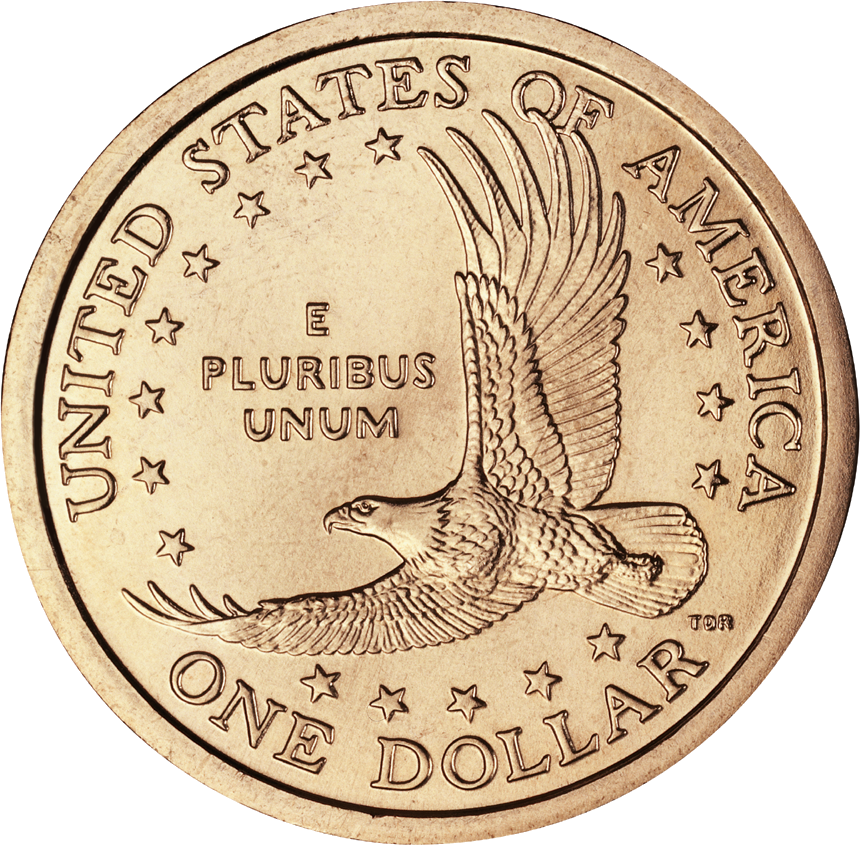

دولار ساكاجاويا (بالإنجليزية: Sacagawea dollar) المعروف أيضا باسم «الدولار الذهبي» هو دولار أمريكي معدني يتم سكه كل عام منذ عام 2000، كبديل لدولار سوزان أنتوني. اقترح في البداية وضع تمثال الحرية في تصميمه، ولكن في النهاية تم اختيار ساكاجاويا التي كانت ينتمي لشعب الشوشون والذي كان دليلاً لحملة لويس وكلارك.
هذه العملات المعدنية مصنوعة من النحاس المطلي بطبقة من النحاس المنغنيز مما يمنحها لونًا ذهبيًا مميزًا. صمم وجه العملة المصممة غلينا جوداكر من ساكاجاويا ، مرشدة شوشون في رحلة لويس وكلارك الاستكشافية، وهي تحمل طفلها. من عام 2000 إلى عام 2008 تميّز الوجه الخلفي بتصميم نسر من تصميم توماس د. روجرز. ومنذ عام 2009 تغيّر وجه دولار ساكاجاويا سنويًا، حيث يُصوّر كل تصميم في السلسلة جانبًا مختلفًا من ثقافة الأمريكيين الأصليين. تُسوّق هذه العملات باسم " دولارات الأمريكيين الأصليين ".
طُرحت هذه العملة كبديل لدولار سوزان بي. أنتوني الذي أثبت فائدته لمشغلي آلات البيع وأنظمة النقل الجماعي مع أنه لم يحظى بشعبية لدى العامة. اقتُرح في البداية أن يكون تمثال الحرية موضوع التصميم ولكن في النهاية وقع الاختيار على ساكاجاويا.
قامت دار سك العملة بتسويق عملة الدولار الجديدة بكثافة عبر سلسلة من الإعلانات المطبوعة والإذاعية والتلفزيونية. بالإضافة إلى شراكاتها مع وول مارت وتشيريوس. مع ذلك لم يحظَ دولار ساكاجاويا بشعبية لدى الجمهور وانخفضت كمية سكّه بشكل حاد في السنة الثانية من الإنتاج. استمر إنتاج دولارات ساكاجاويا من عام 2007 إلى عام 2016 بالتوازي مع إنتاج دولارات الرئاسة الأمريكية. وفي عام 2012 انخفضت أعداد العملات المسكوكة بأكثر من 90% تماشيًا مع انخفاض مماثل في عملات الدولار الرئاسية الأقل شهرة، وذلك بسبب المخزونات الكبيرة من العملات غير المستخدمة من تلك السلسلة.
خططت دار سك العملة لإصدار تصميم ساكاجاويا من الذهب عيار 22 قيراطًا أيضًا، ولكن سرعان ما تخلوا عن هذه الفكرة بعد التشكيك في صلاحية الدار في سك العملات واحتفظت الدار بملكية العملات القليلة المنتجة. بعد فترة وجيزة من الإنتاج الأولي للدولار لوحظ أن بعض عملات الدولار سُكّت بشكل خاطئ بوجه ربع دولار أمريكي ووجهها الخلفي العادي. تُعد هذه العملات، (دولار ساكاجاويا 2000 - ربع دولار واشنطن) مثالًا نادرًا على عملة أصلية صُنعت بالصدفة من إنتاج دار سك العملة الأمريكية.

## الخلفية
بسبب التداول المحدود لدولار أيزنهاور الضخم تقرر في عام 1977 أن عملة الدولار الأصغر قد تشهد تداولًا أفضل وتثبت أنها أكثر فائدة للجمهور. وفي 26 سبتمبر عام 1978 وافق الكونجرس على تشريع ينص على سك عملة دولار أصغر، والتي من شأنها أن تصور سوزان ب. أنتوني وهي ناشطة أمريكية بارزة في مجال حق المرأة في التصويت. كما أثبتت هذه الدولارات الجديدة أنها غير شعبية، ويرجع ذلك بحد كبير إلى تشابهها في الحجم والتركيب المعدني مع ربع الدولار. ونظرًا لقلة الاهتمام بالعملة كوسيلة تداول فقد وُضع معظمها في دار سك العملة الأمريكية وخزائن الاحتياطي الفيدرالي في جميع أنحاء البلاد وتوقف سكها بعد عام 1981.

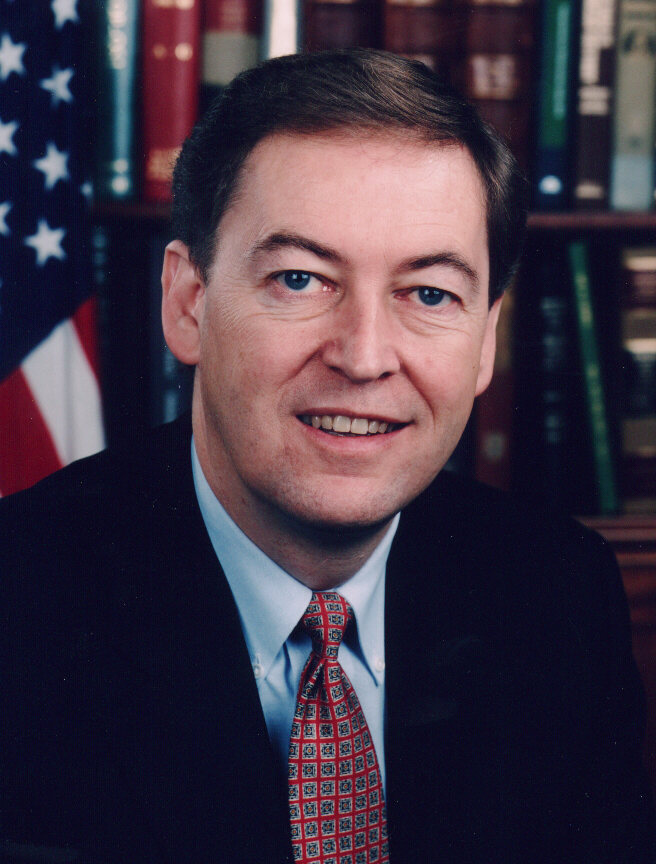
السيناتور الأمريكي رود جرامز (جمهوري من ولاية مينيسوتا)، الذي قدم تشريعًا في مجلس الشيوخ بشأن عملة الدولار الجديدة.

ومع افتقار هذه العملة إلى الشعبية في البداية، إلا أنه بحلول منتصف التسعينيات بدأ إمداد وزارة الخزانة بدولارات أنتوني في التضاؤل بسبب استخدامها على نطاق واسع في آلات البيع (بما في ذلك أكثر من 9000 آلة طوابع تقع في مكاتب البريد في جميع أنحاء الولايات المتحدة) والاستخدام المتزايد في أنظمة النقل الجماعي في جميع أنحاء البلاد. بدءًا من عام 1997 قُدّم العديد من مشاريع القوانين إلى الكونجرس بهدف استئناف سك عملات الدولار الصغيرة الحجم لمواكبة الطلب. في 20 مارس من ذلك العام قدم ممثل أريزونا الجمهوري جيم كولبي تشريعًا يدعو إلى سك المزيد من عملات الدولار. بعد أربعة أشهر في 24 يوليو قدم الممثل الجمهوري مايكل كاسل من ديلاوير، وهو عضو في اللجنة الفرعية لمجلس النواب للسياسة النقدية المحلية والدولية، تشريعًا أيضًا يدعو إلى أن يكون تمثال الحرية موضوع التصميم. وفي 21 أكتوبر قدم الجمهوري من مينيسوتا رود جرامز مشروع قانون في مجلس الشيوخ يدعو أيضًا إلى سك عملة دولار مصممة حديثًا. استند التشريع النهائي الذي يجيز تصميم وإنتاج عملة دولار جديدة إلى مشروع قانون جرامز. وفي 21 أكتوبر أيضًا في جلسة استماع أمام اللجنة الفرعية للخدمات المالية في مجلس النواب المعنية بالسياسة النقدية المحلية والدولية والتجارة والتكنولوجيا، أبدى مسؤولو وزارة الخزانة دعمهم لعملة دولار جديدة. وأوصوا بأن تكون ذهبية اللون ذات حافة مميزة لتسهيل تمييزها عن ربع الدولار. وخلال هذه الجلسة قدر فيليب ن. ديهل، مدير دار سك العملة آنذاك، أن الأمر سيستغرق ثلاثين شهرًا لبدء إنتاج العملة الجديدة.
وافق مجلس الشيوخ الأمريكي على التشريع اللازم في 9 نوفمبر 1997 وفعل مجلس النواب الشيء نفسه في 13 نوفمبر. وفي 1 ديسمبر وقّع الرئيس بيل كلينتون قانون برنامج العملات التذكارية لخمسين ولاية، والذي أصبح القانون العام 105-124. نصّ القسم الرابع من القانون المعنون "قانون العملات المعدنية لفئة دولار واحد في الولايات المتحدة لعام 1997" على سكّ عملة دولار جديدة، حيث نصّ جزئيًا على أنه: "يجب أن تكون عملة الدولار ذهبية اللون ولها حافة مميزة ولها سمات لمسية وبصرية تجعل فئة العملة قابلة للتمييز بسهولة". كما منح القانون وزير الخزانة سلطة استئناف إنتاج دولار سوزان بي. أنتوني لتلبية الطلب على عملات الدولار حتى يمكن بدء إنتاج الدولار الذهبي المصمم حديثًا. في المجموع سُكّ أكثر من 41 مليون دولار من عملات سوزان بي أنتوني تحمل تاريخ 1999.

## تاريخ التصميم

### اختيار الموضوع
مع أن قانون عملة الدولار الأمريكي لعام 1997 يتطلب تغييرًا في التركيب والحافة إلا أنه لم يحدد ما يجب أن يظهر على العملة. لتحديد ذلك عيّن وزير الخزانة روبرت روبين لجنة استشارية لتصميم عملة الدولار مكونة من تسعة أعضاء. حدد روبين الذي كانت لديه سلطة اختيار تصميم العملة بصفته وزيرًا للخزانة أن العملة يجب أن تصور تمثيلًا لامرأة واحدة أو أكثر ولا يمكنها تصوير شخص حي. ترأس اللجنة فيليب ن. ديهل، وكان دوره لا يتضمن التصويت على التصميمات. اجتمعوا في فيلادلفيا في يونيو 1998 واستمعوا إلى سبعة عشر مفهومًا قدمها أفراد من الجمهور وراجعوا العديد من الاقتراحات الأخرى التي وردت عبر الهاتف والبريد والبريد الإلكتروني. وفي 9 يونيو 1998 أوصت اللجنة بساكاجاويا مرشد شوشون لبعثة لويس وكلارك لتصميم العملة الجديدة. ورغم اختيار اللجنة لساكاجاويا، دعا كاسل إلى تصوير تمثال الحرية وفقًا لتشريعه السابق. وفي رسالة إلى مجلس النواب أوضح كاسل اعتراضه مشيرًا إلى أن "الهدف من إنشاء عملة دولار جديدة هو جعلها أكثر تميزًا بتصميم شائع من شأنه أن يشجع على استخدامها على نطاق أوسع من قبل الجمهور". وفي الفترة ما بين 18 و22 نوفمبر 1998 أجرى مكتب المحاسبة العامة استطلاع رأي نيابة عن كاسل. وكان الهدف من الاستطلاع هو تحديد التصميم الذي سيجده الجمهور أكثر استحسانًا. وفي المجمل فضل 65 بالمائة تمثال الحرية وفضل 27 بالمائة ساكاجاويا واعتقد 2 بالمائة أن أيًا منهما مقبو، وقال ثلاثة بالمائة إنه ليس مقبولًا ولم يكن لدى ثلاثة بالمائة آخرين رأي. ورغم اعتراض كاسل فقد اختيرت ساكاجاويا في النهاية لتكون موضوع العملة.

### اختيار التصميم الأولي (2000–2008)
أُرسلت الدعوات إلى 23  من الفنانين وقدمت لهم إرشادات حول ما يجب أن تصوره تصاميمهم. كان من المفترض أن يصور الوجه الأمامي صورة ساكاجاويا والوجه الخلفي نسرًا يرمز إلى السلام والحرية. وطلبت إرشادات أخرى من الفنانين "أن يكونوا حساسين للأصالة الثقافية وأن يحاولوا تجنب إنشاء تمثيل لوجه أوروبي كلاسيكي يرتدي غطاء رأس أمريكي أصلي". وفي نوفمبر وديسمبر عام 1998 دعت دار سك العملة الأمريكية أعضاءً من مجتمع الأمريكيين الأصليين ومعلمين وخبراء عملات ومؤرخين وأعضاء في الكونجرس ومسؤولين حكوميين مختلفين وغيرهم لمراجعة التصاميم المقترحة المقدمة. اختيرت ستة تصاميم للوجه الأمامي وسبعة تصاميم للظهر في البداية لمزيد من الدراسة.
بعد أن أجرت دار سك العملة سلسلة من الاستطلاعات ومجموعات التركيز، اختيرت ثلاثة تصميمات للوجه وأربعة تصميمات للظهر كمرشحين نهائيين. تلقت دار سك العملة ما يقرب من 90.000 من رسائل البريد الإلكتروني المتعلقة بعملية اختيار التصميم. ردًا على الكم الهائل من التعليقات التي أُنشت، صرح دييل أن الإنترنت "سمح لنا بإجراء برنامج توعية عامة على نطاق غير مسبوق لقياس آراء التصاميم". أُرسلت جميع التصاميم السبعة المختارة إلى لجنة الولايات المتحدة للفنون الجميلة. اختارت اللجنة تصميمًا للوجه يصور ساكاجاويا مع ابنها الرضيع جان بابتيست شاربونو الذي صممته النحاتة جلينا جوداكري. اختارت جوداكري راندي إل هيدو تيتون ليكون نموذجًا لساكاجاويا، التي لا توجد لها صور معاصرة معروفة وذلك لمساعدة الفنانة في التقاط ملامح امرأة أمريكية أصلية شابة. صُمّم تصوير ابن ساكاجاويا الرضيع جان بابتيست شاربونو جزئيًا على غرار آدم شولز البالغ من العمر عامًا واحدًا بمساعدة والده بيتر شولز. يظهر الطفل على ظهر ساكاجاويا وفقًا لعرف هيداتسا. وصُمّم الوجه الخلفي المختار بواسطة النحات والنقاش توماس دي روجرز والذي يصور نسرًا يحلق في السماء.

### إعادة تصميم الأمريكيين الأصليين (2009-حتى الآن)
في 20 سبتمبر 2007، قانون عام. 110–82 (text) (PDF) قانون عام. 110–82 (text) (PDF) وُقّع قانون عملة الدولار الأمريكي الأصلي (المعروف باسم قانون عملة الدولار الأمريكي الواحد) من قِبل الرئيس جورج دبليو بوش . نصّ القانون جزئيًا على أن تُصوّر عملة الدولار الواحد "صورًا تُخلّد المساهمات المهمة التي قدمتها القبائل الهندية وأفراد من السكان الأصليين الأمريكيين في تطوير الولايات المتحدة وتاريخها". كما دعا القانون إلى إزالة التاريخ من الوجه وعبارة "واحد من الكثرة" من الوجه الخلفي واستبدالها بإضافتها إلى الحافة. في ذلك الوقت نُقلت علامة دار السك إلى الحافة.
يتطلب البرنامج أن يصور ظهر الدولار تصميمًا جديدًا كل عام. لتحديد التصميم الذي سيُصور على العملات المعدنية يعين مسؤولون من لجنة الشؤون الهندية بمجلس الشيوخ الأمريكي ولجنة الأمريكيين الأصليين والمؤتمر الوطني للهنود الأمريكيين والمنظمات الاستشارية للبرنامج، ضابط اتصال مع دار سك العملة الأمريكية. يُختار ما بين اثني عشر وخمسة عشر موضوعًا بعد التشاور مع المتحف الوطني للأمريكيين الأصليين ومؤسسة سميثسونيان. في هذه المرحلة تزود المنظمات الاستشارية دار سك العملة بتعليقات مكتوبة بخصوص الموضوعات. ثم تُرسل الاقتراحات إلى لجنة استشارية لعملات المواطنين حيث يُوصى بموضوع. بعد مراجعة التوصيات والمدخلات من المنظمات المساهمة يقومون بالانتهاء من الموضوع المحدد وفي هذه المرحلة تُنتج التصميمات التي تمثل الموضوع. بمجرد إنشاء التصميمات، تُستشار المنظمات الاستشارية والمتحف الوطني للأمريكيين الأصليين، وتُرسل التصميمات إلى لجنة استشارية لعملات المواطنين للموافقة عليها. بناءً على جميع التعليقات والتوصيات الواردة تختار الدار التصميم النهائي الذي يوصى به إلى وزير الخزانة للموافقة عليه.
صُممت أول عملة من سلسلة الأمريكيين الأصليين الصادرة عام 2009 من قِبل النحات والنقاش نورمان إي. نيميث. وكان موضوعها انتشار زراعة الأخوات الثلاث. تُصوِّر العملة امرأة أمريكية أصلية تزرع بذورًا في حقل مليء بالذرة والفاصوليا والقرع. فوق المرأة نقش "الولايات المتحدة الأمريكية"، وأسفلها "دولار واحد".
صُمّم التصميم المختار للوجه الخلفي لعام 2010 من قبل الفنان توماس كليفلاند من برنامج الانصهار الفني. ويصور حزام هياواثا المحيط بخمسة سهام ذات رؤوس حجرية، إلى جانب النقوش " الولايات المتحدة الأمريكية " و" 1 دولار " و" إيراكوي " و" قانون السلام العظيم ". وكان موضوع التصميم هو "شجرة السلام العظيمة".
يُصوِّر ظهر دولار 2011 يدي الزعيم الأعلى أوساميكوين وحاكم مستعمرة بليموث جون كارفر وهما يحملان غليونًا احتفاليًا، إلى جانب النقوش " الولايات المتحدة الأمريكية" و"دولار واحد" و"معاهدة وامبانواغ 1621". صُمِّمت العملة من قِبَل الفنان ريتشارد ماسترز أحد أعضاء برنامج الإثراء الفني، ونقشها النحات والنقاش جوزيف مينا. موضوع التصميم هو المعاهدات مع الدول القبلية.
كان موضوع الجه الخلفي الدولار لعام 2012 هو "طرق التجارة في القرن السابع عشر" ويصور التصميم صورة رجل أمريكي أصلي وحصان في المقدمة ومجموعة من الخيول الراكضة في الخلفية. أُنشيء هذا التصميم الخلفي بواسطة توماس كليفلاند كجزء من برنامج الانصهار الفني ونُقش بواسطة نحاتة دار سك العملة النقاشة فيبي هيمفيل.
يخلد دولار عام 2013 ذكرى المعاهدة مع قبيلة لينابي عام 1778 وهي أول معاهدة رسمية بين الولايات المتحدة وقبيلة أمريكية أصلية. تصور العملة ديكًا روميًا وذئبًا يعوي وسلحفاة وهي رموز لينابي. صممتها سوزان جامبل كجزء من برنامج الإثراء الفني، ونقشتها فيبي هيمفيل.
يُصوِّر دولار عام 2014 رجلاً أمريكياً أصلياً يمسك غليوناً احتفالياً بينما تحمل زوجته طبقاً من المؤن، بما في ذلك السمك والذرة والجذور والقرع. وعلى الوجه الخلفي صورة منمقة لوجه بوصلة ويليام كلارك ، تُظهر "أن دبليو" التي تختصر "الشمال الغربي". تحمل الورقة نقش "الولايات المتحدة الأمريكية" و"دولار واحد" وفقاً لما يقتضيه القانون.
يُصوِّر تصميم الوجه الخلفي لدولار عام 2015 عمال الحديد من قبيلة الموهوك. ووفقًا لدار سك العملة الأمريكية تُخلِّد هذه العملة ذكرى عمال الحديد من قبيلتي كاهناواكي وأكويسانسني الموهوك الذين ساهموا في بناء ناطحات السحاب في مدينة نيويورك. أما النقوش على ظهر العملة فتقول:"الولايات المتحدة الأمريكية" و"دولار واحد" و"عمال الحديد من قبيلة الموهوك". وقد صممها الفنان رونالد د. ساندرز.
وفقًا لبيان صحفي صادر عن دار سك العملة الأمريكية في 29 أغسطس 2014 اختير التصميم الخلفي للعملة المعدنية لعام 2016 لإحياء ذكرى المتحدثين بالشفرات من الحربين العالميتين الأولى والثانية. صممه توماس د. روجرز ويتضمن النقوش "الولايات المتحدة الأمريكية" و"1 دولار" و"الحرب العالمية الأولى" و"الحرب العالمية الثانية" ويصور خوذتين استخدمتهما القوات الأمريكية المقاتلة في القرن العشرين. خوذة برودي في الحرب العالمية الأولى وخوذة أم 1 في الحرب العالمية الثانية - إلى جانب ريشتين تتحدان لتكوين شكل الحرف الإنجليزي V "ترمز إلى النصر والوحدة والدور المهم الذي لعبه هؤلاء المتحدثون بالشفرات".
بالنسبة لعام 2017 يصور التصميم العكسي الذي اختير في 7 أكتوبر 2015 من قبل لجنة استشارات سك العملة للمواطنين (سي سي أيه سي) سيكوياه.
بالنسبة للتصميم العكسي لعام 2018 الذي اختارته أيضًا السي سي أيه سي، فهو يصور جيم ثورب ونحته مايكل جوديوسو.
موضوع دولار عام 2019 هو "الهنود الأمريكيون في برنامج الفضاء" ويصور ماري جي. روس وجون هيرينغتون. صممته إميلي دامسترا ونحته جوزيف مينا.
يُخلّد تصميم الدولار لعام 2020 الذكرى الخامسة والسبعين لقانون ألاسكا لمكافحة التمييز لعام 1945 ويحمل صورة إليزابيث بيراتروفيتش المدافعة عن الحقوق المدنية في ألاسكا وعضوة أمة تلينجيت. صُمّمت هذه العملة من قِبل فيبي هيمفيل.
في مارس 2018 أوصت لجنة التصميم المجتمعي بمواضيع التصميم حتى عام 2024.
موضوع دولار عام 2021 هو الهنود الأمريكيين في الخدمة العسكرية الأمريكية من عام 1775 حتى اليوم. صممته دونا ويفر ونحته جوزيف مينا ويضم ريشتي نسر وخمس نجوم ترمز إلى فروع الجيش الأمريكي الخمسة.
يصور الوجه الخلفي للدولار لعام 2022 إيلي صموئيل باركر.
أُعلن عن الوجه الخلفي للدولار لعام 2023 في عام 2018 لتكريم تشارلز ألكسندر إيستمان ولكن العملة المعدنية الفعلية لعام 2023 كما أُصدرت تتميز براقصة الباليه الرئيسية ماريا تالشيف والأقمار الخمسة.
احتفى الوجه الخلفي للدولار لعام 2024 بالذكرى المئوية لقانون المواطنة الهندية لعام 1924 (المعروف أيضًا باسم قانون سنايدر).
كرّمت عملة 2025 ماري كاوينا بوكوي باستخدام وجهها لتصميم العملة.

ستكون العملة المعدنية لعام 2026 تكريمًا لأفراد قبيلة أونيدا الذين دعموا الجيش القاري في فالي فورج أثناء الحرب الثورية الأمريكية.

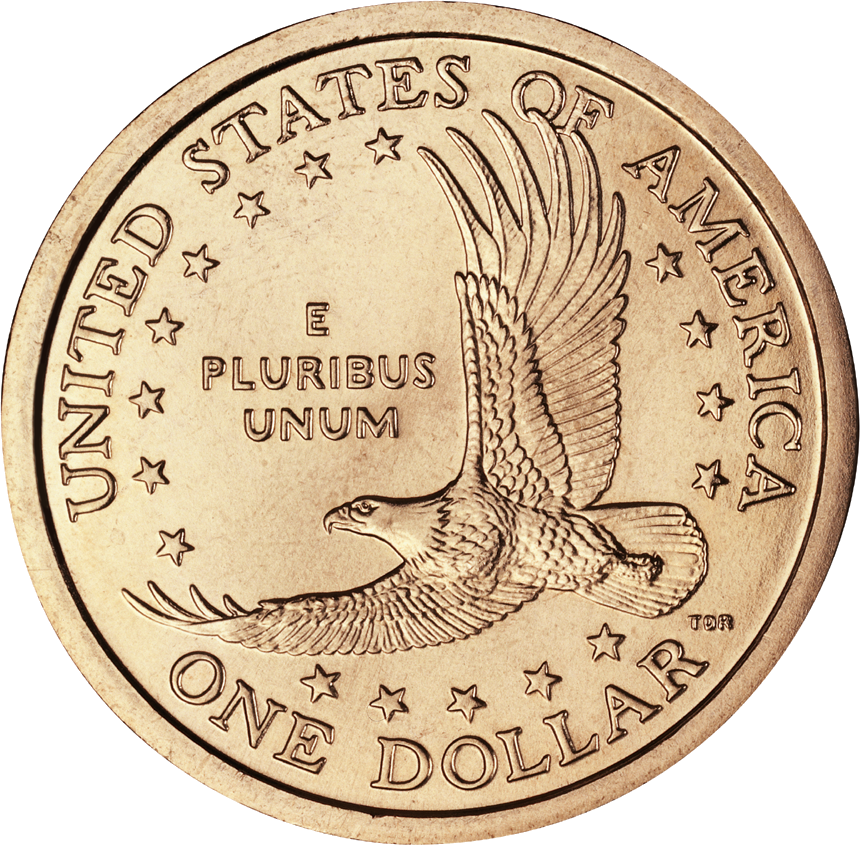
2000–2008 الوجه الخلفي بواسطة توماس د. روجرز
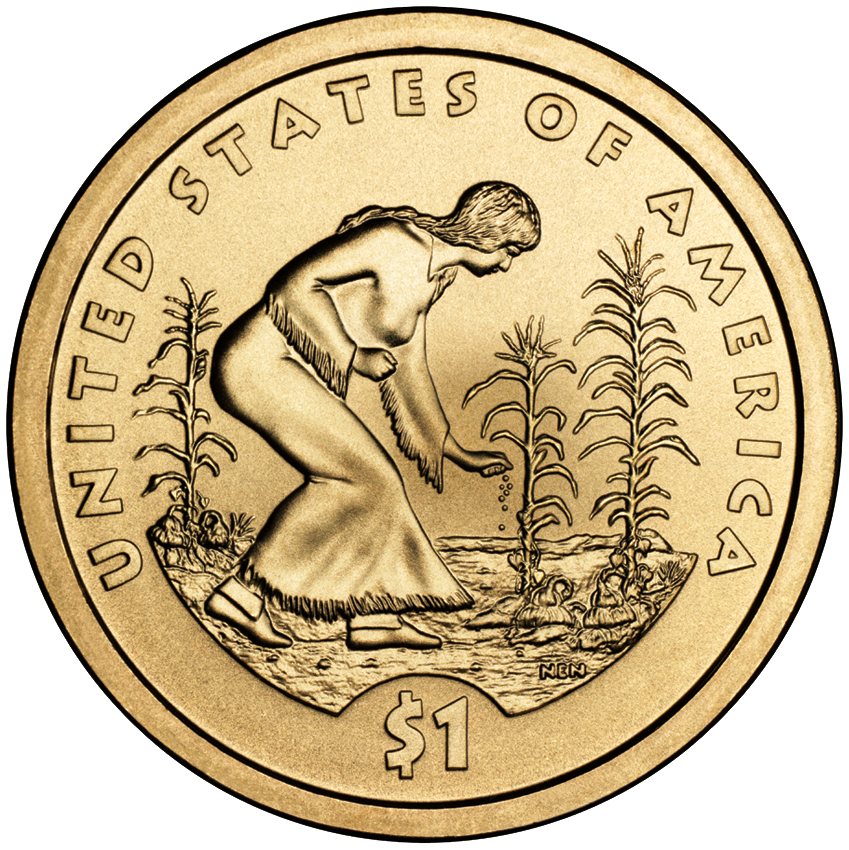
وجه 2009 العكسي من تصميم نورمان نيميث تشيد بانتشار زراعة الأخوات الثلاث
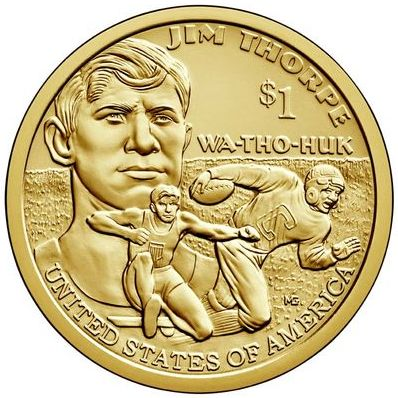
وجه 2018 العكسي من مايكل جاوديوسو بمشاركة جيم ثورب
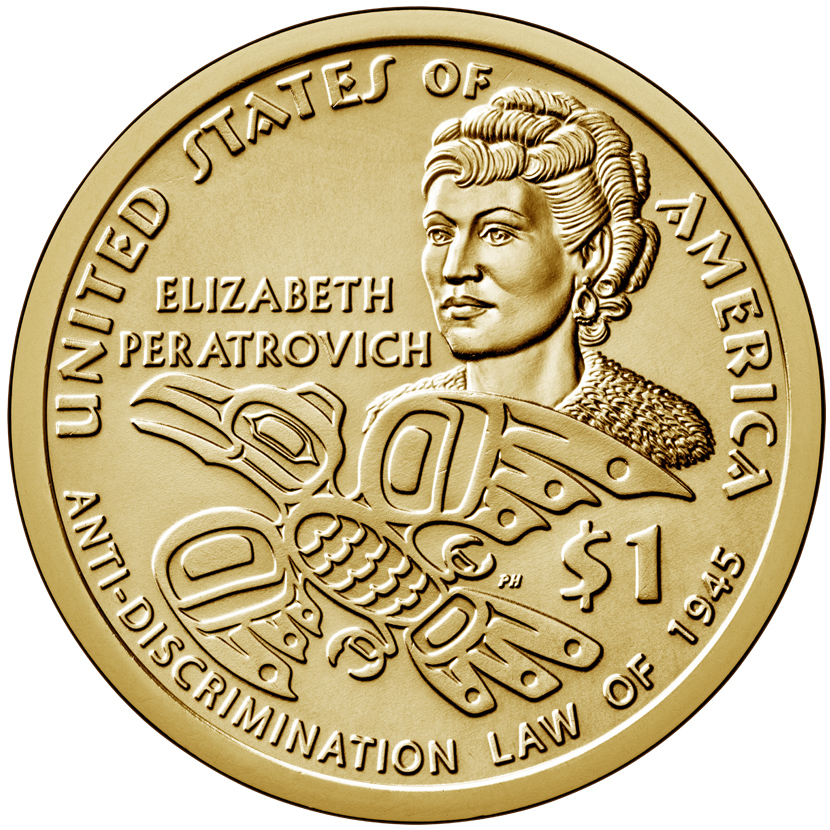
الوجه الخلفي لعام 2020 من تصميم فيبي هيمفيل، ويضم إليزابيث بيراتروفيتش
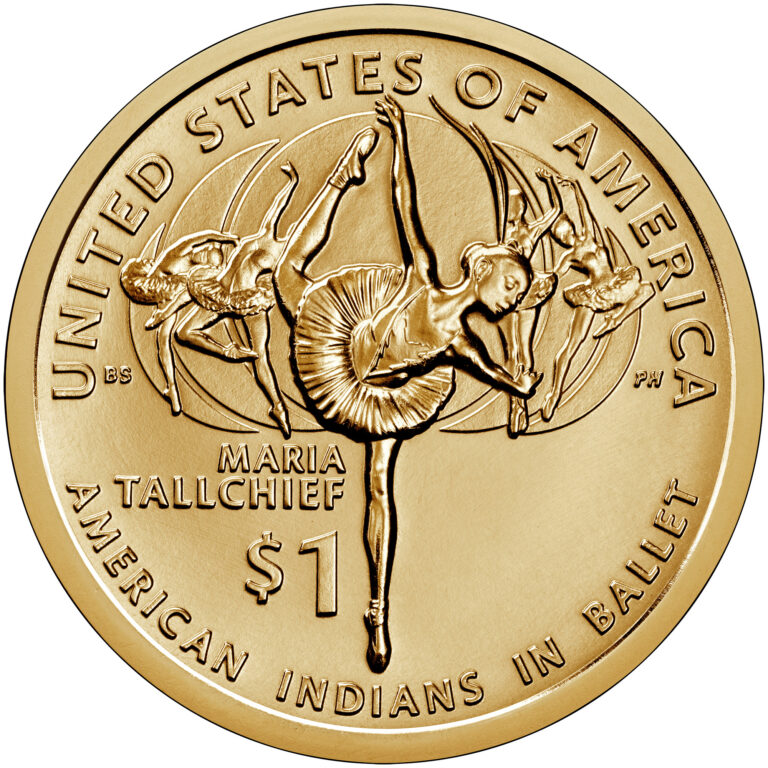
الوجه الخلفي لعام 2023، يضم ماريا تالشيف وفرقة فايف مونز  [لغات أخرى]‏

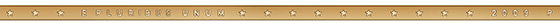
كتابة الحافة، 2009 حتى الآن ✭ ✭ ✭ E PLURIBUS UNUM ✭ ✭ ✭ ✭ ✭ ✭ ✭ ✭ ✭ ✭ (التاريخ) (علامة السك)

## الإنتاج والإصدار
بعد الموافقة على تصميم الوجه زارت جوديكر قسم النقش في دار سك العملة في فيلادلفيا ست مرات من أجل الانتهاء من التصاميم. كما عُدّل تصميم روجرز العكسي قبل بدء الإنتاج. في اقتراحه الأصلي صُورت المناظر الجبلية أسفل النسر الطائر. أُزيل هذا وغُيّرت مواضع ميزات التصميم العكسي الأخرى قبل أن يعطي روبين الموافقة النهائية. تضمنت التركيبة المختارة للعملة الجديدة غلافًا من نحاس المنغنيز (يحتوي على حوالي 77٪ نحاس و 12٪ زنك و 7٪ منغنيز و 4٪ نيكل) فوق قلب نحاسي نقي. اختيرت هذه التركيبة لأنها ستعطي العملة لونًا ذهبيًا مميزًا بينما تكون متطابقة كهرومغناطيسيًا مع سابقتها دولار سوزان بي أنتوني النحاسي والنيكل. إنّ أول سك رسمي لدولار ساكاجاويا كان في 18 نوفمبر 1999 خلال حفل قام فيه كبار الشخصيات والضيوف المدعوون الآخرون بضرب أمثلة فردية من العملات المعدنية. نظرًا لأن العملات المعدنية سُكّت قبل عام 2000 لم يكن من القانوني إصدارها خلال مراسم الضربة الأولى. بدلاً من ذلك حُفظت العملات المعدنية وأُرسلت لاحقًا إلى كبار الشخصيات الذين قاموا بضربها. بدأ الإنتاج على نطاق واسع بعد فترة وجيزة من الضربات الاحتفالية.
تلقت جوديكر عمولة قدرها 5000 دولار مقابل عملها في إنشاء وجه دولار ساكاجاويا. وطلبت أن يُدفع لها بعملات الدولار. سُكت دولارات 2000-بيه المدفوعة إلى جوديكر على فراغات مصقولة خصيصًا لمنحها لمسة نهائية فريدة من نوعها لهذا الضرب. سلم ديهل وكبار الشخصيات الآخرين في دار سك العملة العملات المعدنية إلى جوديكر شخصيًا في 5 أبريل 2000. استُخدمت لمسة نهائية مصقولة خصيصًا مماثلة على 75000 دولار 2000-دي المضمنة في مجموعات العملات والعملات المعدنية للألفية. بعد فترة وجيزة من إصدار العملات الجديدة اكتُشف أنها تتلاشى بسرعة بمجرد تداولها. وفي أبريل 2001 بدأت دار سك العملة في اختبار شطف تجريبي من شأنه أن يمنع التشويه. ومع ذلك استُخدم الشطف فقط في ذلك العام.

## التسويق
كما نصّ القانون الذي يجيز عملة الدولار على أن يتبنى وزير الخزانة برنامجًا لتشجيع استخدام هذه العملات من قِبل المؤسسات التجارية وهيئات النقل الجماعي والهيئات الحكومية الفيدرالية والولائية والمحلية. بلغت تكلفة الحملة الإعلانية الأولية لدار سك العملة والتي تألفت من ما يُقدّر بنحو 1600 إعلان تلفزيوني وإذاعي ومطبوع بالإضافة إلى شراكات مع سلسلة متاجر التجزئة الوطنية وول مارت وشركة جنرال ميلز حوالي 41 مليون دولارًا. تألفت الإعلانات التلفزيونية من رأس جورج واشنطن متراكبًا على جسد بصوت الممثل مايكل كيتون يناقش مزايا عملة الدولار الجديدة.
بدءًا من يناير عام 2000 بدأت دار سك العملة في إرسال عملات الدولار إلى متاجر وول مارت وسامز كلوب في جميع أنحاء الولايات المتحدة من أجل المساعدة في الترويج للعملات المعدنية وتداولها. شحن 100 مليون دولار إجمالًا إلى المتاجر كجزء من الحملة الترويجية. انتقد بعض أصحاب المتاجر شراكة دار سك العملة مع وول مارت وسامز كلوب معتبرين أنها مجحفة بحق تجار التجزئة الأصغر. وردًا على ذلك أشار دييل إلى أن "لكل تاجر تجزئة ومؤسسة تجارية الحق في حمل الدولار الذهبي. وتهدف اتفاقية دار سك العملة مع وول مارت إلى تشجيع جميع تجار التجزئة والشركات التجارية في البلاد على استخدام الدولار الذهبي الجديد في معاملاتهم اليومية."
أُصدرت أول عملات دولار ساكاجاويا للجمهور في 27 يناير 2000. وقد اختارت دار سك العملة فرع بنك زيونز في بلاكفوت أيداهو (بالقرب من مسقط رأس ساكاجاويا) لتوزيع أول 2000 عملة. ومع ذلك لم تصل شحنة العملات المعدنية في الوقت المناسب وبدأت وول مارت في توزيع دولارات ساكاجاويا في نفس فترة ما بعد الظهر.
خلال هذا الوقت بدأت دار سك العملة شراكة مع شركة جنرال ميلز حيث احتوى 10,000,000 صندوق من حبوب شيريوس على سنت لينكولن مؤرخ عام 2000 كجائزة وواحد من كل 2000 صندوق يحتوي على دولار ساكاجاويا جديد وواحد من كل 4400 صندوق يحمل شهادة قابلة للاسترداد مقابل 100 دولار ساكاجاويا. اكتُشف لاحقًا، وتأكد في عام 2005، أن الدولارات المضمنة في كل 2000 صندوق كانت في الواقع ضربات مبكرة وتختلف عن تلك التي صدرت في النهاية للتداول من خلال عدد ريش الذيل على النسر. وضع ما يقرب من 5500 من العملات المعدنية في صناديق الحبوب. لا يُعرف سوى عدد أقل بكثير من هذه الدولارات حيث ربما أُنفق الكثير منها ودخلت التداول. أظهر تحليل لاحق أيضًا أن عددًا غير معروف منها كان يحمل "الوجه الخلفي لعام 2000" العادي وليس ما أطلق عليه هواة جمع العملات ريش الذيل المعزز "الوجه الخلفي لعام 1999". وبالتالي فإن حقيقة أن العملة المعدنية جاءت من علبة حبوب الإفطار لا تضمن أنها من النوع النادر.

## الدولارات الذهبية

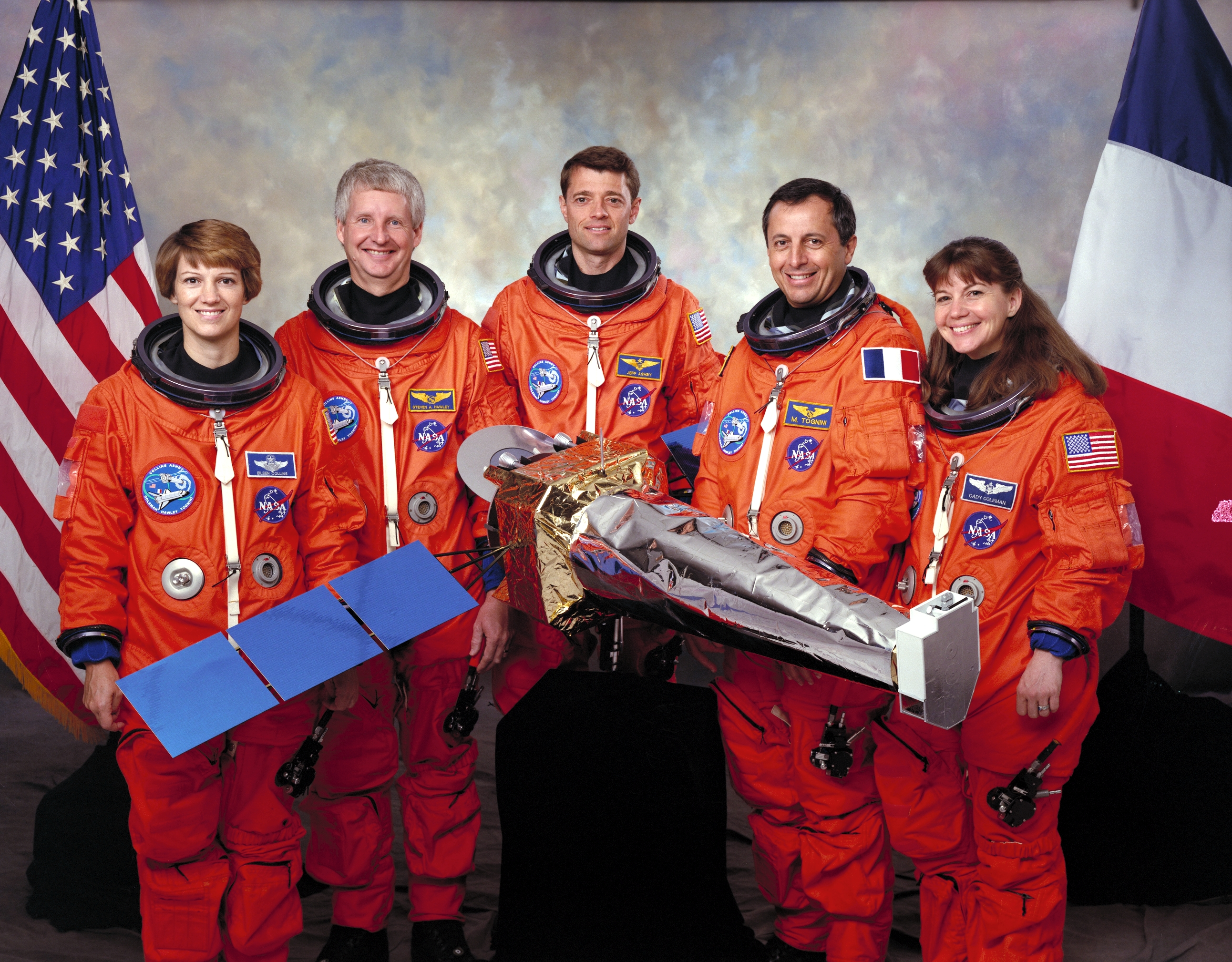
طاقم مكوك الفضاء كولومبيا لرحلة أس تي أس-93، وهي المهمة التي تم خلالها إرسال اثني عشر دولارًا ذهبيًا من ساكاجاويا إلى الفضاء

في عام 1999 قامت دار سك العملة بضرب عدد من دولارات ساكاجاويا من الذهب الخالص عيار 0.9167 (22 قيراط). خلال الإنتاج الأولي للعملات المعدنية، سُعّرت بخمسة دولارات لمساعدة الجمهور على التمييز بينها وبين نظيراتها المتداولة. كانت الخطة هي بيع نسخ ذهبية من العملات المعدنية لهواة الجمع. في 20 مارس توقفت هذه الخطة عندما شكك بعض أعضاء الكونجرس في سلطة مسؤولي دار سك العملة في ضرب العملات المعدنية بتركيبة مختلفة عما صُرّح به بالفعل. لم تُنتج العملات المعدنية على نطاق واسع مع أن دار سك العملة أكدت أنها تتمتع بالسلطة للقيام بذلك حيث ستعتبر العملات المعدنية عناصر نقدية وليست عملات معدنية عادية الإصدار. كما ضُربت عملات ذهبية مماثلة وهذه المرة تحمل فئة دولار واحد وعلامة سك "دبليو" الخاصة بدار سك العملة في ويست بوينت (على الرغم من أنها سُكت بالفعل في فيلادلفيا). في المجمل سُكت 39 عملة معدنية من هذا القبيل ووجد أن اثنتي عشرة منها ذات جودة مناسبة، بينما دُمّر الباقي في النهاية. وعلى عكس تلك المقومة بخمسة دولارات فقد سُكت العملات المعدنية بقيمة دولار واحد "لإحياء ذكرى الرحلة التاريخية لمكوك الفضاء كولومبيا في يوليو 1999" وفقًا للمدير السابق لدار سك العملة إد موي. أُرسلت الدولارات الذهبية الاثني عشر الباقية إلى الفضاء على متن كولومبيا في مهمة أس تي أس-93 في يوليو 1999. بعد عودة المكوك خُزّنت العملات المعدنية في فورت نوكس حيث بقيت حتى عام 2007 عندما عُرضت في معرض العملات العالمي للجمعية الأمريكية لعلم العملات في ميلووكي، ويسكونسن. بعد الحدث أعيدت العملات المعدنية إلى فورت نوكس. ومع ذلك تخطط دار سك العملة حاليًا لإقراض العملات المعدنية إلى متاحف مختلفة في جميع أنحاء البلاد.
في عام 2025 للاحتفال بالذكرى الخامسة والعشرين للعملة سُكت نسخة من الذهب عيار 24 قيراطًا في دار سك العملة في ويست بوينت وستصدر في 31 يوليو.

## خطأ السك
في مايو 2000 اكتُشفت عملة خاطئة تحمل تصميم وجه جورج واشنطن لربع دولار أمريكي ووجه النسر لدولار ساكاجاويا في لفة من عملات الدولار التي اشتروها من أحد البنوك في ماونتن هوم، أركنساس. كانت العملة المعدنية غير المؤرخة والمعروفة باسم الميول ذات الفئة المزدوجة هي الأولى من بين إحدى عشرة عملة اكتُشفت وتحققوا من صحتها. يقدر مسؤولو دار سك العملة أن العملات المعدنية التي تحمل علامة دار سك العملة "بيه" لفيلادلفيا قد سكت من أواخر أبريل إلى أوائل مايو 2000. وقد أُنتجت على قطع معدنية من عملات الدولار مغطاة ببرونز المنغنيز، وليس قطع معدنية ربع مغطاة بطبقة من النحاس والنيكل.
بعد الاكتشاف الأولي حُجز صندوق يحتوي على عدة آلاف من العملات المعدنية الخاطئة في دار سك العملة في فيلادلفيا و أُصدر أمر بإذابة جميع العملات المعدنية الموجودة بداخله. وتعقبوا بعض العملات المعدنية التي أُصدرت في النهاية إلى منشأة لتغليف العملات المعدنية بالقرب من فيلادلفيا. وجِّه الموظفون في منشأة التغليف لمراقبة أي من العملات المعدنية. و سُلِّمت العملات المكتشفة إلى دار سك العملة.
توصل تحقيق فيدرالي لاحق في الحادث إلى أن العملات المعدنية الخاطئة قد سُكت عن طريق الخطأ، ولكن اثنين من الموظفين السابقين في دار سك العملة كانوا مذنبين ببيع بعض الدولارات مما أدى إلى السجن وفرض غرامات على كلا الشخصين. في عام 2002 أعلن مسؤولو دار سك العملة أن اثنتين من العملات العشر التي أُبلغ عنها آنذاك دخلت التداول من خلال قنوات قانونية ولكن العملات الثماني الأخرى كانت من أصول مشكوك فيها وقد يصادروها. ومع ذلك اعتبارًا من عام 2011 لم تحاول الحكومة الفيدرالية مصادرة الأمثلة الثمانية التي تعتبر من أصل مشكوك فيه.
اعتبارًا من أغسطس 2011 ثمانية من العملات الأحد عشر التي بها أخطاء، بما في ذلك العملة التي اكتُشفت في البداية في أركنساس، أصبحت مملوكة لهواة جمع العملات من نيو مكسيكو الذين اشتروها بين عامي 2000 و2003 ودفعوا ما يصل إلى 75000 دولار أمريكي مقابل عينة واحدة. من بين العملات الثلاث الأخرى الموثقة يمتلك مكتشفها، وهو جامع من ميسوري، عملة أخرى اشتُريت من قبل جامع لم يُذكر اسمه والثالثة التي أبلغوا عنها لأول مرة في عام 2011، اشتُريت في عام 2011 من قبل تاجر في شيكاغو من فرد كان يمتلك العملة لمدة عشر سنوات تقريبًا. أُبلغ عن أسعار بيع تصل إلى 200000 دولار أمريكي. حُدّت ثلاث مجموعات مختلفة من القوالب بين العملات الأحد عشر المتاحة التي بها أخطاء.

## الإستقبال

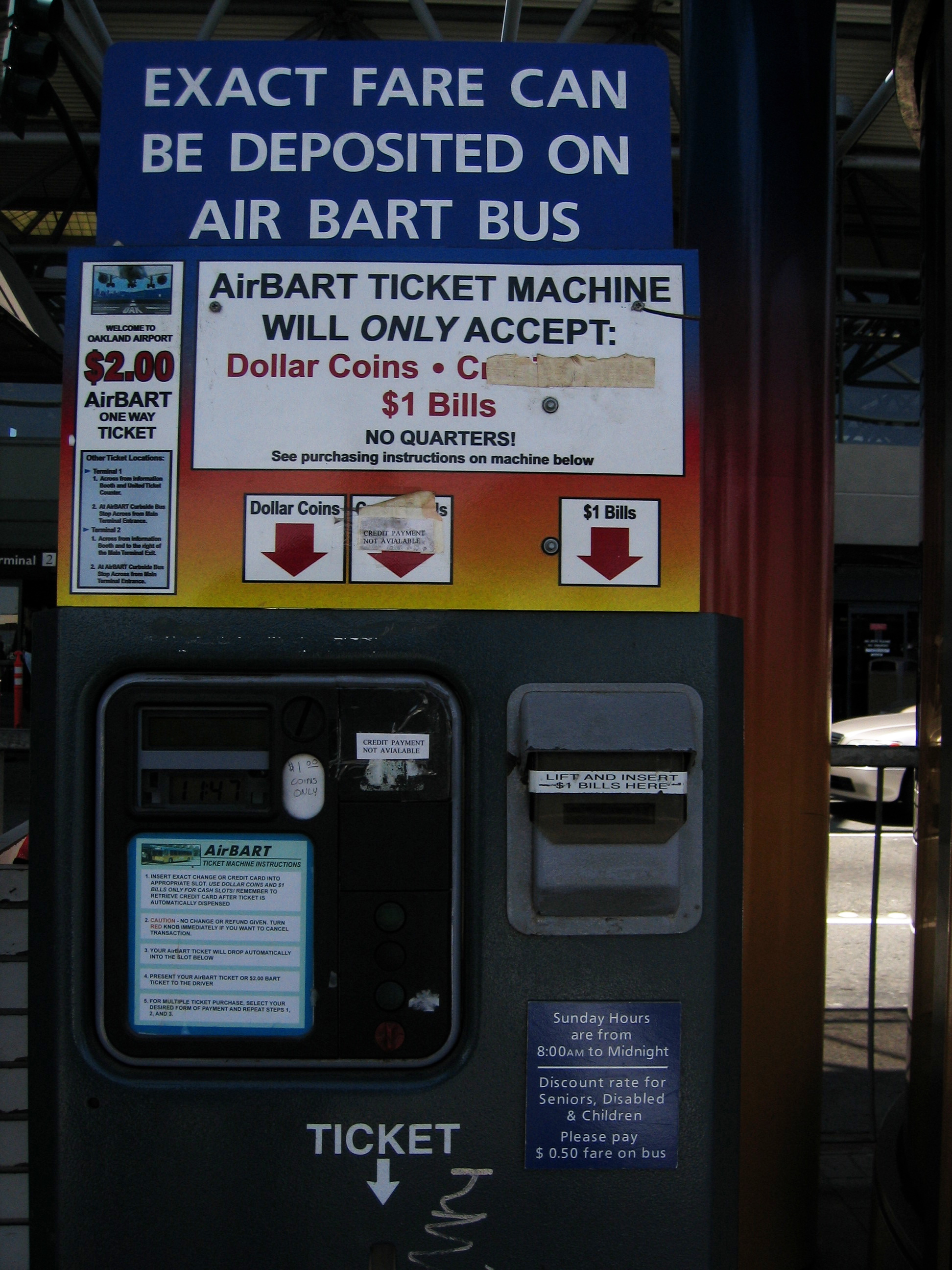
ماكينة تذاكر إيربارت التي تقبل العملات المعدنية وأوراق الدولار فقط

تلقت العملة المعدنية آراءً متباينة من أعضاء مجلس الشيوخ الأمريكي. ففي مقابلة مع سوزان غامبوا، كاتبة عمود في وكالة أسوشيتد برس، وصف السيناتور الجمهوري فيل غرام من تكساس العملة الأمريكية بأنها "رديئة". أشاد غرام، أحد أعضاء مجلس الشيوخ الذين صوّتوا لصالح مشروع القانون الذي يجيزها، بتصميم دولار ساكاجاويا معتبرًا إياه تحسينًا على تصاميم العملات الأخرى التي كانت تُنتج آنذاك. ورغم إشادته بالتصميم أدان غرام نهج دار سك العملة في تسويق العملة مشيرًا إلى أنه لو كانت دار سك العملة الأمريكية دار سك فرانكلين لقاموا بمقاضاتها بتهمة "الإعلان الخادع". كما أشار إلى اعتقاده بأن دار سك العملة كررت أخطاء دولار سوزان بي. أنتوني السابقة بإصدار عملة مصممة خصيصًا لتلبية احتياجات قطاع آلات البيع بدلاً من المستهلك العادي.
انتقدت السيناتور الجمهورية من تكساس كاي بيلي هاتشيسون تصميم ساكاجاويا وحجم العملة مقارنةً بالعملات الأخرى المتداولة في ذلك الوقت. شعرت هاتشيسون أن العملة الجديدة تفتقر إلى الوزن اللازم لتمييزها بسهولة عن الفئات الأدنى وأن الدولار بالإضافة إلى العملات الأخرى والعملات المتداولة آنذاك "تبدو وكأنها أموال وهمية".
أشاد السيناتوران مايك ديواين من ولاية أوهايو وبايرون دورجان من ولاية داكوتا الشمالية الجمهوري والديمقراطي على التوالي بالتصميم والتميز الذي يتمتع به اللون الذهبي.
أثبتت السلسلة أنها غير شائعة في التجارة اليومية. وانخفض سك العملة بنسبة 90٪ في العام التالي. من عام 2002 حتى عام 2008 سُكت دولارات ساكاجاويا للبيع لهواة الجمع فقط. لم يأمر بنك الاحتياطي الفيدرالي بأي من سلسلة الأمريكيين الأصليين بعد إصدارها في عام 2009. في ديسمبر 2009 لاحظ مسؤول في بنك الاحتياطي الفيدرالي أنه يوجد حاليًا 857000000 قطعة نقدية من فئة الدولار (بما في ذلك الدولارات الرئاسية) في خزائن التخزين الحكومية وهو مبلغ يقدر أنه يلبي الطلب لمدة اثني عشر عامًا. وفي يناير 2009 أنشأت دار السك برنامج شحن مباشر يسمح للأفراد بشراء صناديق من العملات المعدنية ببطاقات الائتمان، مما يسمح لهم بكسب أميال المسافر الدائم في هذه العملية. وفي وقت لاحق من عام 2009 قامت دار سك العملة بتقييد المبيعات على المشترين الكبار وأنهت مبيعات بطاقات الائتمان تمامًا في يوليو 2011.
في عام 2009 مع تقديم التصميمات العكسية الأمريكية الأصلية أعيد طرح العملات المعدنية للتداول. ومع ذلك فقد أثبتت مرة أخرى عدم شعبيتها في التجارة. وبعد إصدار عام 2011 أعلن وزير الخزانة تيموثي إف. جايثنر أن جميع إنتاج عملات الدولار المستقبلية سيكون لأغراض جمع العملات فقط.

مع أنها لم تحظى بشعبية في الولايات المتحدة لكن العملات المعدنية تحظى بشعبية في التجارة في السلفادور والإكوادور الدول التي تستخدم الدولار الأمريكي. العملات المعدنية أكثر متانة في المناخات الاستوائية وتشبه صورة ساكاجاويا صورة امرأة هندية إكوادورية.

## أرقام سك العملة
| السنة | سك العملة في فيلادلفيا | سك العملة في دنفر | سك العملة في سان فرانسيسكو | مجموع السك    |
| ----- | ---------------------- | ----------------- | -------------------------- | ------------- |
| 2000  | 767,150,500            | 518,916,000       | 4,047,904                  | 1,290,114,404 |
| 2001  | 62,468,000             | 70,939,500        | 3,183,740                  | 136,591,240   |
| 2002  | 3,865,610              | 3,732,000         | 3,211,995                  | 10,809,605    |
| 2003  | 3,080,000              | 3,080,000         | 3,298,439                  | 9,458,439     |
| 2004  | 2,660,000              | 2,660,000         | 2,965,422                  | 8,285,422     |
| 2005  | 2,520,000              | 2,520,000         | 3,344,679                  | 8,384,679     |
| 2006  | 4,900,000              | 2,800,000         | 3,054,436                  | 10,754,436    |
| 2007  | 3,640,000              | 3,920,000         | 2,259,847                  | 9,819,847     |
| 2008  | 1,820,000              | 1,820,000         | 1,998,108                  | 5,638,108     |
| 2009  | 37,380,000             | 33,880,000        | 2,179,867                  | 73,439,867    |
| 2010  | 32,060,000             | 48,720,000        | 1,689,216                  | 82,469,216    |
| 2011  | 29,400,000             | 48,160,000        | 1,673,010                  | 79,233,010    |
| 2012  | 2,800,000              | 3,080,000         | 1,189,445                  | 7,069,445     |
| 2013  | 1,820,000              | 1,820,000         | 802,460                    | 4,442,460     |
| 2014  | 3,080,000              | 5,600,000         | 1,144,190                  | 9,345,100     |
| 2015  | 2,800,000              | 2,240,000         | 1,050,166                  | 6,090,166     |
| 2016  | 2,100,000              | 2,800,000         | 923,414                    | 5,823,414     |
| 2017  | 3,020,736              | 2,737,136         | 878,306                    | 3,848,460     |
| 2018  | 1,400,000              | 1,400,000         | 517,081                    | 3,317,081     |
| 2019  | 1,400,000              | 1,540,000         | 1,012,931                  | 3,952,931     |
| 2020  | 1,400,000              | 1,260,000         | 464,658                    | 3,124,658     |
| 2021  | 1,260,000              | 1,260,000         | 512,664                    | 3,032,664     |
| 2022  | 980,000                | 980,000           | 399,950                    | 2,359,950     |

## مجموعات التشطيب الخاصة
إلى جانب مجموعات العملات السنوية وغير المتداولة، أُضيفت دولارات ساكاجاويا بلمسات نهائية خاصة إلى العديد من مجموعات دار السك. وتشمل هذه المجموعات ما يلي:
| السنة والسك | المنتج                                               | ضرب النقود |
| ----------- | ---------------------------------------------------- | ---------- |
| 2000-د      | مجموعة عملات وعملات الألفية بلمسة نهائية مصقولة خاصة | 75,000     |
| 2014-د      | مجموعة عملات معدنية وورقية بلمسة نهائية غير متداولة  | 50,000     |
| 2015-دبليو  | مجموعة عملات معدنية وورقية بلمسة نهائية غير متداولة  | 90,000     |
| 2016-س      | مجموعة عملات معدنية وورقية بلمسة نهائية غير متداولة  | 75,000     |
| 2017-س      | مجموعة النعناع غير المتداولة المحسنة                 | 225,000    |
| 2019-ص      | مجموعة عملات معدنية وورقية بلمسة نهائية غير متداولة  | 50,000     |